# Tunezja na Mistrzostwach Świata w Lekkoatletyce 2019
Tunezja na Mistrzostwach Świata w Lekkoatletyce 2019 – reprezentacja Tunezji podczas mistrzostw świata w Doha liczyła 5 zawodników.

## Skład reprezentacji

### Kobiety
| Zawodniczka     | Konkurencja                   | Eliminacje | Eliminacje | Finał | Finał   | Źródło |
| Zawodniczka     | Konkurencja                   | Wynik      | Pozycja    | Wynik | Pozycja | Źródło |
| --------------- | ----------------------------- | ---------- | ---------- | ----- | ------- | ------ |
| Marwa Bouzayani | bieg na 3000 m z przeszkodami | 9:47,78    | 31.        | NQ    | NQ      | [ 1 ]  |
| Chahinez Nasri  | chód na 20 km                 | —          | —          | DNF   | DNF     | [ 2 ]  |

### Mężczyźni
| Zawodnik             | Konkurencja                   | Eliminacje | Eliminacje | Półfinał | Półfinał | Finał | Finał   | Źródło      |
| Zawodnik             | Konkurencja                   | Wynik      | Pozycja    | Wynik    | Pozycja  | Wynik | Pozycja | Źródło      |
| -------------------- | ----------------------------- | ---------- | ---------- | -------- | -------- | ----- | ------- | ----------- |
| Abdessalem Ayouni    | bieg na 800 m                 | 1:46,09    | 14. Q      | 1:45,80  | 13.      | NQ    | NQ      | [ 3 ] [ 4 ] |
| Mohamed Amine Touati | bieg na 400 m przez płotki    | 49,76      | 17. Q      | 49,14    | 13.      | NQ    | NQ      | [ 5 ] [ 6 ] |
| Amor Ben Yahia       | bieg na 3000 m z przeszkodami | 8:26,12    | 22.        | —        | —        | NQ    | NQ      | [ 7 ]       |